# Amiche (film)
Amiche (Circle of Friends) è un film del 1995 del regista irlandese Pat O'Connor.
Il film è tratto dall'omonimo romanzo di Maeve Binchy